# موسیقی بدنی
موسیقی بدنی (به انگلیسی: Music from The Body) یک آلبوم موسیقی متن برای مستندی در سال ۱۹۷۰ ساختهٔ Roy Battersby با نام The Body است.این موسیقی‌متن به همکاری ران گیسین و عضو گروه موسیقی پینک فلوید؛ راجر واترز ساخته شده است.در ساخت موسیقی این آلبوم از انواع صداهای انسان مانند نفس کشیدن، پچ‌پچ، باد شکم، خنده و ... استفاده شده است.
در آهنگ پایانی آلبوم تمام اعضای پینک فلوید همراه با پیانو نوازی گیسین حضور دارند.

## آهنگ‌ها
1. Our Song - 1:24 گیسین/واترز
2. Sea Shell and Stone - 2:17 واترز
3. Red Stuff Writhe - 1:11 گیسین
4. A Gentle Breeze Blew Through Life - 1:19 گیسین
5. Lick Your Partners - 0:35 گیسین
6. Bridge Passage for Three Plastic Teeth - 0:35 گیسین
7. Chain of Life - 3:59 واترز
8. The Womb Bit - 2:06 گیسین/واترز
9. Embryo Thought - 0:39 گیسین
10. March Past of the Embryos - 1:08 گیسین
11. More Than Seven Dwarfs in Penis-Land - 2:03 گیسین
12. Dance of the Red Corpuscles - 2:04 گیسین
13. Body Transport - 3:16 گیسین/واترز
14. Hand Dance - Full Evening Dress - 1:01 گیسین
15. Breathe - 2:53 واترز/گیسین
16. Old Folks Ascension - 3:47 گیسین
17. Bed-Time-Dream-Clime - 2:02 گیسین
18. Piddle in Perspex - 0:57 گیسین
19. Embryonic Womb-Walk - 1:14 گیسین
20. Mrs. Throat Goes Walking - 2:05 گیسین
21. Sea Shell and Soft Stone - 2:05 گیسین/واترز
22. Give Birth to a Smile - 2:49 واترز